# Wolfgang Völz
Pour les articles homonymes, voir Volz.
Ne doit pas être confondu avec Wolfgang Volz.
Wolfgang Otto Völz, né le 16 août 1930 à Dantzig-Langfuhr (ville libre de Dantzig) et mort le 2 mai 2018 à Berlin, est un acteur allemand de la scène, de la télévision et du cinéma qui, grâce à sa voix saisissante et polyvalente, a connu un grand succès.

## Filmographie

### Années 1940
- 1948 : Wege im Zwielicht : Junger Ganove (non crédité)

### Années 1950
- 1954 : Ihre große Prüfung : Mops Möller
- 1954 : Türen - Türen - Türen...
- 1955 : Der Hauptmann und sein Held : lieutenant chef
- 1955 : Die Försterbuben
- 1955 : Le 20 Juillet
- 1955 : Rendez-moi justice : photographe de police sur le lieu du crime (non crédité)
- 1955 : Roman d'une adolescente (Roman einer Siebzehnjährigen) : monsieur Brökelmann
- 1956 : Cerises dans le jardin du voisin : Klaus Wendland
- 1956 : Charleys Tante : policier
- 1956 : Der Meineidbauer : 2e douanier
- 1956 : Die wilde Auguste : reporter photographique
- 1956 : Kitty ou Une sacrée conférence : Steel
- 1956 : Une fille des Flandres : major Gunloc
- 1956 : Was die Schwalbe sang : chef du centre étudiant
- 1957 : Le Roi des voleurs (Banktresor 713) : employé du téléphone
- 1957 : Le bonheur est dans la rue (Das Glück liegt auf der Straße) : assesseur
- 1957 : Das Mädchen ohne Pyjama : assistant du Dr Moll (non crédité)
- 1957 : Die große Chance : ami de Susi Viereck (non crédité)
- 1957 : Le Renard de Paris : Manfred Däubele, employé du SD
- 1958 : Der Mann im Strom : Mike
- 1958 : Piefke, der Schrecken der Kompanie : Sauerbier (non crédité)
- 1958 : La Main dans le sac (Polikuschka) : idiot du village
- 1959 : Der Fall Pinedus
- 1959 : Heimat, deine Lieder : Fritz, ami de Paul
- 1959 : Liebe, Luft und lauter Lügen : marin ivre
- 1959 : SOS - Train d'atterrissage bloqué : ingénieur Albert
- 1959 : Un jour qui ne finira plus (de)

### Années 1960
- 1960 : Aufruhr
- 1960 : Confession du Mardi-Gras (Die Fastnachtsbeichte)
- 1960 : Die Nachbarskinder
- 1960 : Es geschah an der Grenze
- 1960 : Le Diabolique Docteur Mabuse : patron du bar Karl (non crédité)
- 1960 : Sooo nicht, meine Herren : Alfons, automobiliste, informel
- 1960 : Stahlnetz (série télévisée)
- 1961 : L'Archer vert (en) : sergent Higgins
- 1961 : Le Dernier Convoi : Jansen
- 1961 : Die Banditen
- 1961 : Ihnen bleibt nichts erspart
- 1961 : La Mystérieuse Madame Cheney : George
- 1961 : Mein Mann, das Wirtschaftswunder : secrétaire
- 1962 : Das verflixte erste Mal - Ein Feuilleton mit Musik
- 1962 : Die Soldaten
- 1962 : Drei Männer spinnen
- 1962 : Straße der Verheißung : Knut
- 1962 : Zaubereien oder Die Tücke des Objekts
- 1963 : Alle meine Tiere
- 1963 : Orden für die Wunderkinder
- 1963 : Les Tueurs du R.S.R.2 (Das Feuerschiff)
- 1963 : Das Kriminalmuseum
- 1963 : Funkstreife Isar 12
- 1963 : Interpol (série télévisée)
- 1963 : Stalingrad
- 1964 : Amouren
- 1964 : Die Reise auf den Mond
- 1964 : Die erste Legion
- 1964 : Eines schönen Tages
- 1964 : Émile et les Détectives : sergent Stucke
- 1964 : Hafenpolizei
- 1964 : Kommissar Freytag
- 1964 : Lydia muss sterben
- 1964 : Nebelmörder (de) : assistant criminel Kurt Freitag
- 1964 : Paul Klinger erzählt abenteuerliche Geschichten
- 1964 : Sechs Stunden Angst
- 1964 : Show hin - Schau her
- 1964 : Das Wirtshaus von Dartmoor (de) : sergent (non crédité)
- 1965 : Der wahre Jakob
- 1966 : Commando spatial - La Fantastique Aventure du vaisseau Orion
- 1966 : Das Bohrloch oder Bayern ist nicht Texas
- 1966 : Der Floh im Ohr
- 1966 : Der Nachtkurier meldet...
- 1966 : Der geborgte Weihnachtsbaum
- 1966 : Die Hinrichtung
- 1966 : Longues jambes, longs doigts (Lange Beine – lange Finger) : sergent
- 1966 : Mes funérailles à Berlin : Werner
- 1966 : Woyzeck
- 1967 : Brille und Bombe - Bei uns liegen Sie richtig! : Bombe
- 1967 : Die fünfte Kolonne
- 1967 : Hulla di Bulla
- 1967 : Jetzt schlägt's 13
- 1967 : La Vingt-cinquième Heure : soldat allemand sur le camion
- 1967 : Le comte Yoster a bien l'honneur
- 1968 : Babeck
- 1968 : Die schwarze Sonne
- 1968 : Ein Sarg für Mr. Holloway
- 1968 : Mexikanische Revolution
- 1968 : Was Ihr wollt
- 1968 : L'Attaque du fourgon postal (Zimmer 13)
- 1969 : Alle Hunde lieben Theobald
- 1969 : Lachotzky (comme scénariste)
- 1969 : Der Kommissar

### Années 1970
- 1970 : Der Mann, der den Eiffelturm verkaufte
- 1970 : Engel, die ihre Flügel verbrennen (de) : monsieur Stein
- 1970 : Ferdinand Graf von Zeppelin - Stunde der Entscheidung
- 1970 : Leichte Kost am frühen Abend
- 1970 : Millionen nach Maß
- 1970 : Paul Temple
- 1970 : Pippi in the South Seas : Oscar
- 1971 : Ball at Savoy
- 1971 : Die Schlankheitskur
- 1971 : Die Unverbesserlichen
- 1971 : Glückspilze
- 1971 : Groschenspiel
- 1971 : La Souris souriante
- 1971 : Salto Mortale
- 1971 : Scala heute - Revue mit neuen Bildern und alten Erinnerungen
- 1971 : Unser Willi ist der Beste : chauffeur de Rolls-Royce
- 1972 : Das Jahrhundert der Chirurgen
- 1972 : Die Pulvermänner
- 1972 : Land
- 1972 : Scheidung auf musikalisch
- 1973 : Die Tausenderreportage
- 1973 : Paganini
- 1973 : Zwischen den Flügen
- 1974 : Schwarzwaldfahrt aus Liebeskummer : Wirt (voix, non crédité)
- 1974 : Sonderdezernat K1
- 1975 : Liebe mal so - mal so (Vergnügliches über ein altes Thema)
- 1975 : Spielstraße
- 1976 : Tatort
- 1977 : Schwindelig vor Geld und Liebe
- 1978 : Magere Zeiten
- 1978 : Capitaine Flam
- 1978 : Ein verrücktes Paar
- 1979 : Die Koblanks
- 1979 : Wo die Liebe hinfällt

### Années 1980
- 1980 : Einmal hunderttausend Taler
- 1980 : Mein Gott, Willi!
- 1980 : Pension Schöller
- 1980 : Teegebäck und Platzpatronen
- 1980 : Le Renard : Pieter Jong (Saison 4, épisode 11 : L'erreur)
- 1982 : Der Andro-Jäger
- 1982 : Die unsterblichen Methoden des Franz Josef Wanninger
- 1982 : Drei Damen vom Grill
- 1982 : Jägerschlacht : von Waitl
- 1982 : Meister Eder und sein Pumuckl
- 1982 : Meister Eder und sein Pumuckl : chauffeur
- 1982 : Polizeiinspektion 1
- 1985 : Der Fehler des Piloten
- 1985 : Der Mann am Klavier
- 1985 : Die Krimistunde
- 1985 : Zirkuskinder :  Kowalski, le directeur du cirque
- 1986 : Die Wicherts von nebenan
- 1986 : Unternehmen Köpenick
- 1986 : Wer einsam ist, der hat es gut weil keiner da, der Ihm was tut
- 1987 : Shao ye de mo nan : méchant (voix, non crédité)
- 1987 : The Adventures of Dr. Bayer
- 1987 : Wunschpartner
- 1988 : Auch das noch... : (1988)
- 1988 : Kasse bitte!
- 1989 : Astérix et le Coup du menhir : Majestix (version allemande, voix)
- 1989 : Spreepiraten

### Années 1990
- 1990 : Die Hallo-Sisters : star du spectacle
- 1990 : Mit Leib und Seele
- 1990 : Wie gut, daß es Maria gibt
- 1991 : Agentur Herz
- 1991 : Rothenbaumchaussee
- 1992 : Ingolf Lücks Sketchsalat
- 1992 : Siebenbirken
- 1992 : Wolff, police criminelle
- 1993 : Auto Fritze
- 1993 : Der Showmaster
- 1993 : Käpt'n Blaubär Club
- 1993 : Olli in der Unterwelt : Wadewitz
- 1994 : Blankenese
- 1994 : Briefgeheimnis
- 1994 : Der Nelkenkönig
- 1994 : Geheim - oder was ? !
- 1994 : Mortadelo y Filemón : (voix)
- 1994 : Pumuckl und der blaue Klabauter : timonier / Blauer Klabauter
- 1994 : Zum Stanglwirt
- 1995 : Heimatgeschichten
- 1995 : Zoff und Zärtlichkeit
- 1996 : Code 003 (it)
- 1996 : Wolkenstein
- 1996 : En quête de preuves
- 1997 : Die Oma ist tot
- 1997 : Schloßhotel Orth
- 1998 : Die Siedler III
- 1999 : Astérix et Obélix contre César : Majestix (version allemande, voix)
- 1999 : Der Schrei des Schmetterlings
- 1999 : Hans im Glück : boucher
- 1999 : Käpt'n Blaubär - Der Film : Käpt'n Blaubär (voix)
- 1999 : Pumuckls Abenteuer
- 1999 : L'Einstein du sexe : préfet de police
- 1999 : Tobias Totz und sein Löwe : Käpt'n Kringel (voix)

### Années 2000
- 2000 : Jim Knopf
- 2001 : Momo alla conquista del tempo : Beppo (version allemande) (voix)
- 2001 : Plume, le petit ours polaire : Sopho (voix)
- 2001 : Rosamunde Pilcher
- 2001 : Utta Danella
- 2002 : Der kleine Eisbär - Neue Abenteuer, neue Freunde
- 2002 : Der kleine Eisbär
- 2003 : Der kleine Eisbär - Neue Abenteuer, neue Freunde 2
- 2003 : Héritier malgré lui
- 2003 : Pfarrer Braun
- 2004 : Der Wixxer : Sir John
- 2004 : Die Fallers - Eine Schwarzwaldfamilie
- 2004 : Duo de maîtres
- 2004 : Ein Engel namens Hans-Dieter
- 2004 : Kaluoka'hina : The Enchanted Reef
- 2004 : Le Monde fabuleux de Gaya : maire (version allemande, voix)
- 2004 : The Nutcracker and the Mouseking
- 2005 : Die Traumschiff-Gala
- 2006 : Die ProSieben Märchenstunde
- 2006 : Dieter
- 2006 : Frag doch mal die Maus
- 2006 : Hui Buh : Das Schlossgespenst : major Servatius Sebaldus
- 2006 : Les Aventures de Impy le Dinosaure : éléphant de mer (voix)
- 2007 : Petite Maman (Das doppelte Lottchen) : Dr Strobele (voix)
- 2007 : Neues vom Wixxer : Sir John
- 2007 : Rudy  (Rennschwein Rudi Rüssel 2 - Rudi rennt wieder!) : Fritz
- 2007 : SEK Calw
- 2007 : Vollidiot : client âgé
- 2008 : Le Monde merveilleux de Impy : éléphant de mer (voix)
- 2008 : Totgesagte leben länger : narrateur (voix)
- 2009 : Killing Is My Business, Honey : Henry von Göttler
- 2009 : Village People 2 - Auf der Jagd nach dem Nazigold : narrateur

### Années 2010
- 2010 : Kanal fatal
- 2011 : The Book of Unwritten Tales : (voix)
- 2012 : Der Gründer (de) : Dieu (voix)